# Florisuga fusca
Florisuga fusca là một loài chim trong họ Chim ruồi.

## Hình ảnh

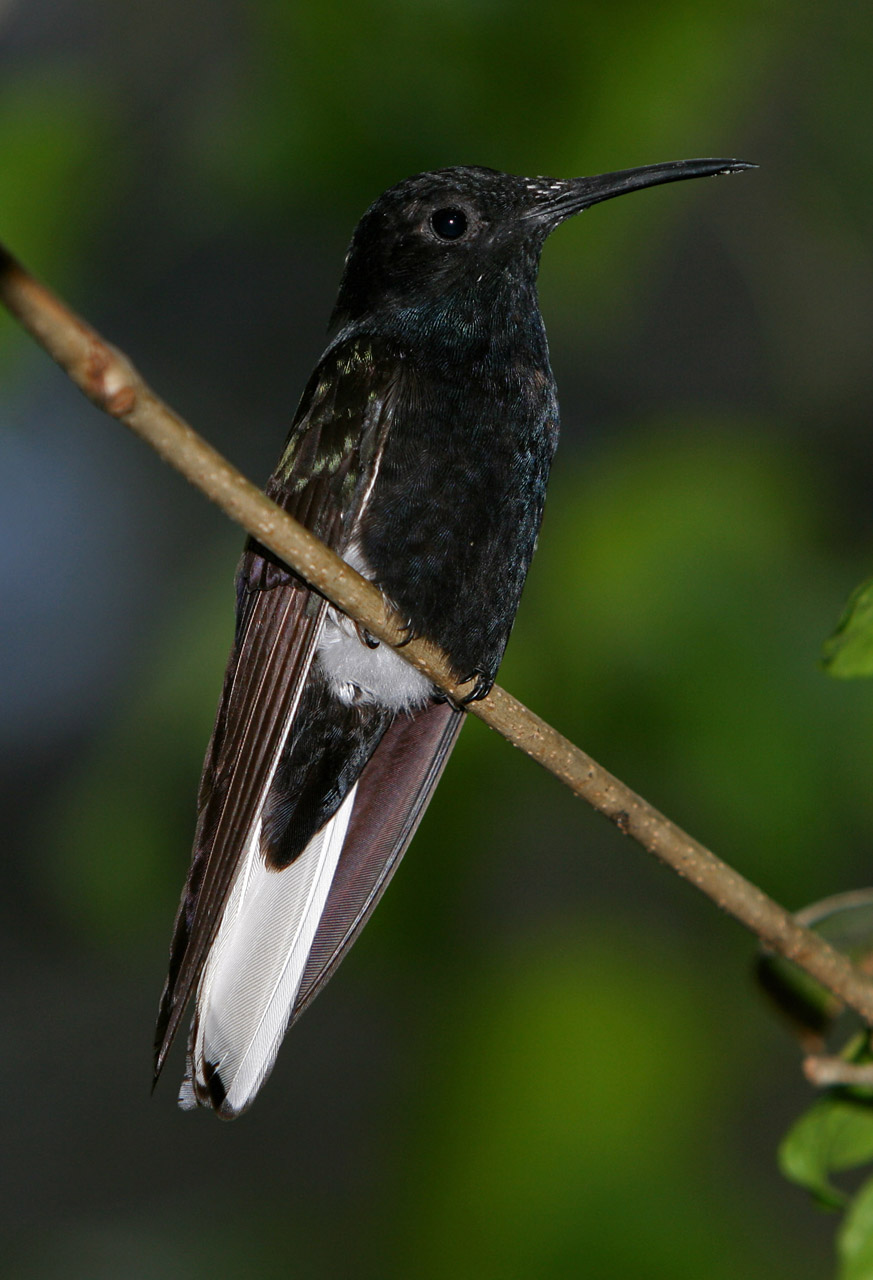
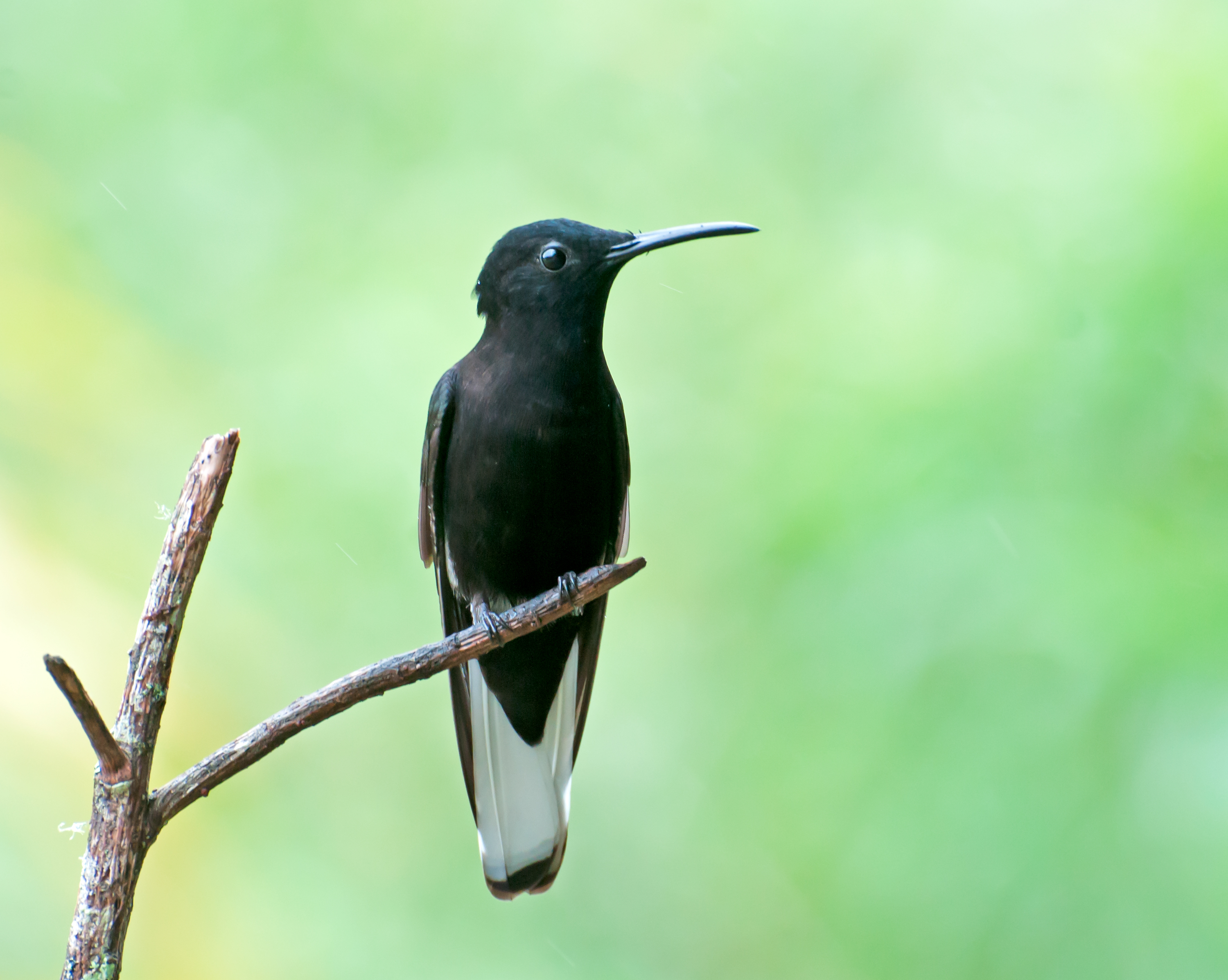
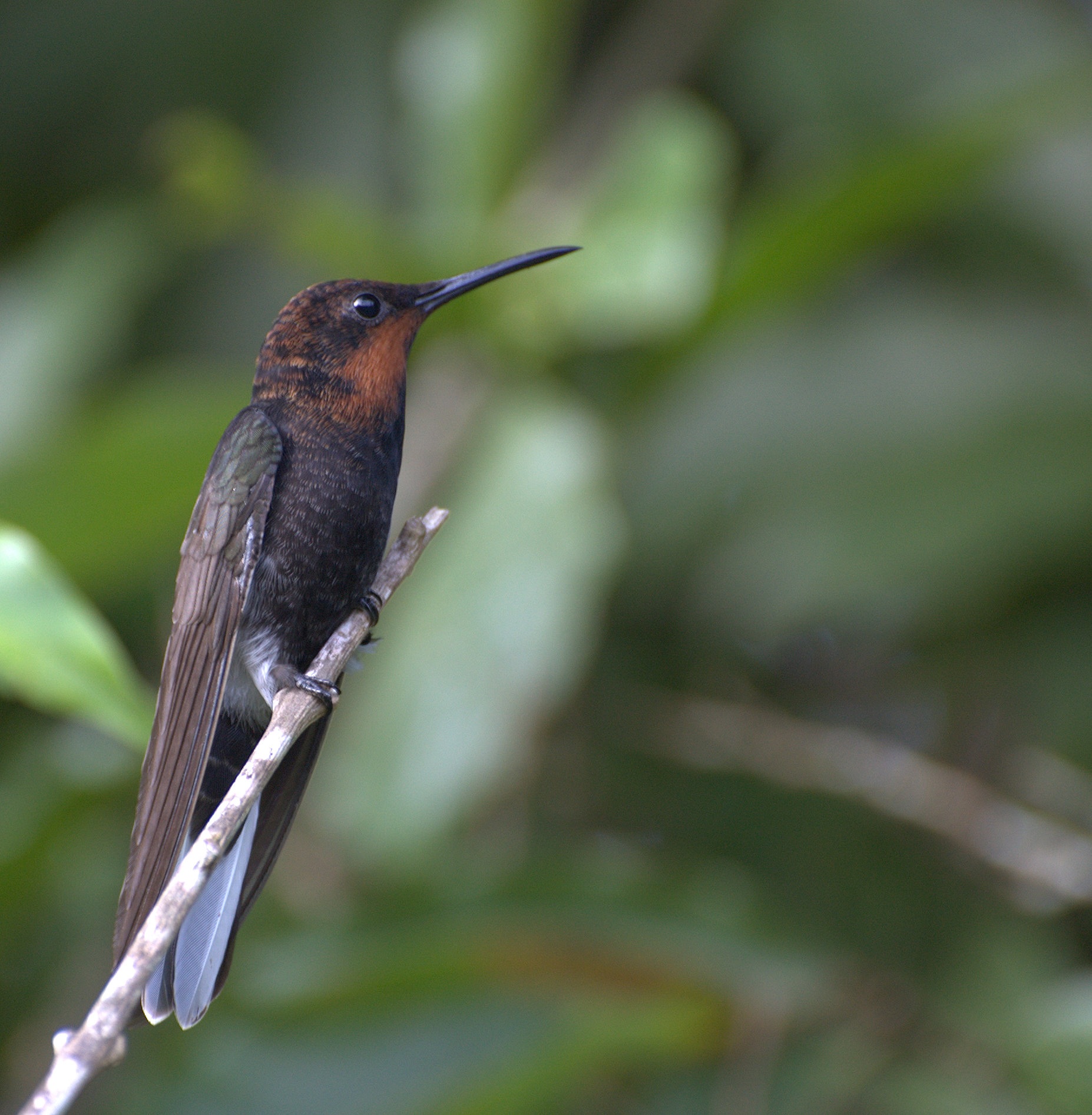
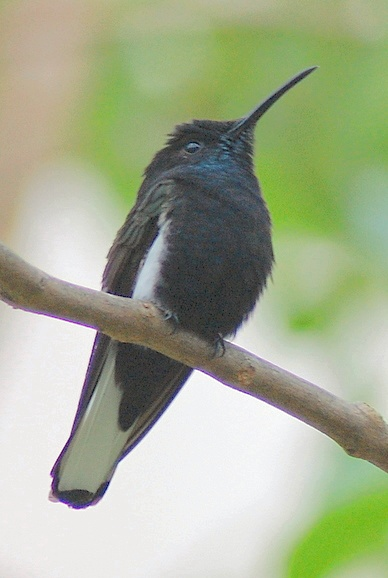
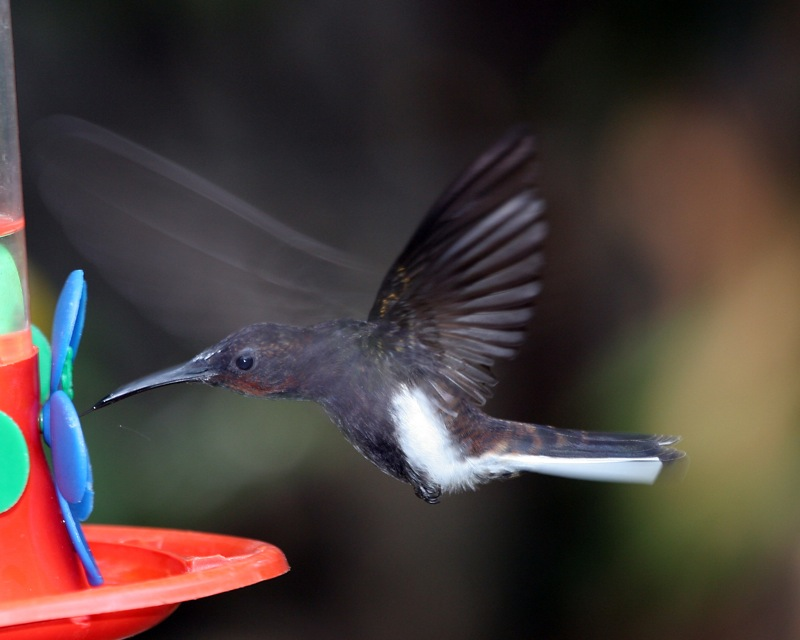